# ئی‌اوتک
ئی‌اوتک (انگلیسی: EOTech) شرکت الکترونیک آمریکایی است، که در سال ۱۹۹۵ تأسیس شد.